# Байе (Бразилия)
Байе (порт. Bayeux) — муниципалитет в Бразилии, входит в штат Параиба. Составная часть мезорегиона Зона-да-Мата-Параибана. Входит в экономико-статистический микрорегион Жуан-Песоа. Население составляет 96 583 человек на 2016 год. Занимает площадь 32 км². Плотность населения — 3118,76 чел./км².
Покровителем города считается Святой Себастьян.

## История
Город основан 15 декабря 1959 года.

## Статистика
- Валовой внутренний продукт на 2014 год составляет 365 917 000,00 реалов (данные: Бразильский институт географии и статистики)[1].
- Валовой внутренний продукт на душу населения на 2014 год составляет 11 297,51 реалов (данные: Бразильский институт географии и статистики) [1].
- Индекс человеческого развития на 2010 год составляет 0,649 (данные: Программа развития ООН)[2].

## География
Климат местности: тропический, гумидный.